# Heliconia latispatha
Heliconia latispatha  là một loài thực vật có hoa trong họ Heliconiaceae. Loài này được George Bentham mô tả khoa học đầu tiên năm 1846.

## Lai ghép
- Heliconia latispatha x spathocircinata[3]

## Hình ảnh

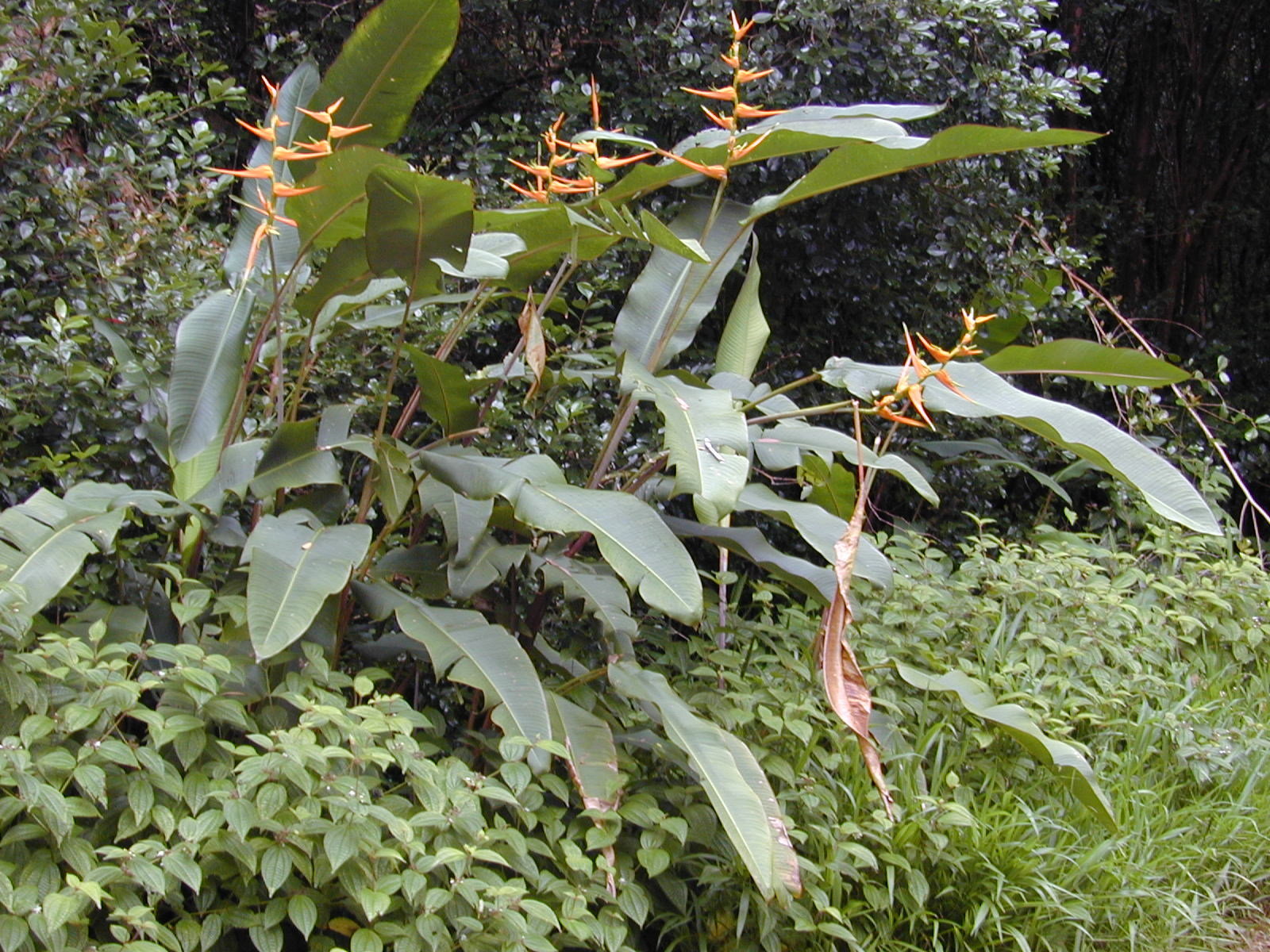
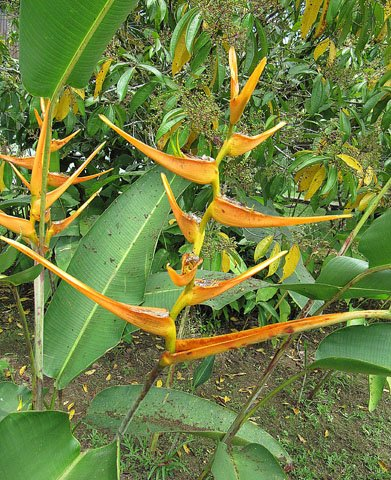
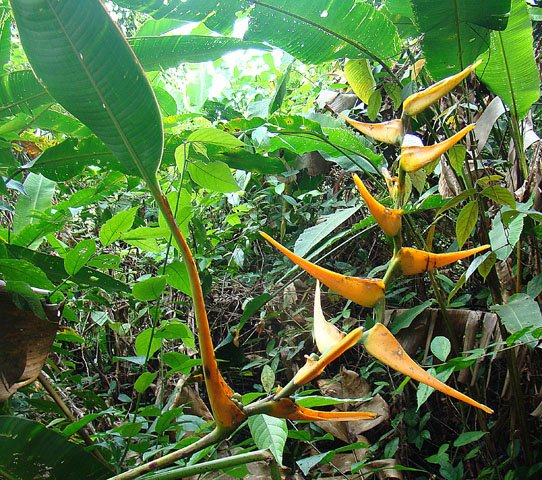
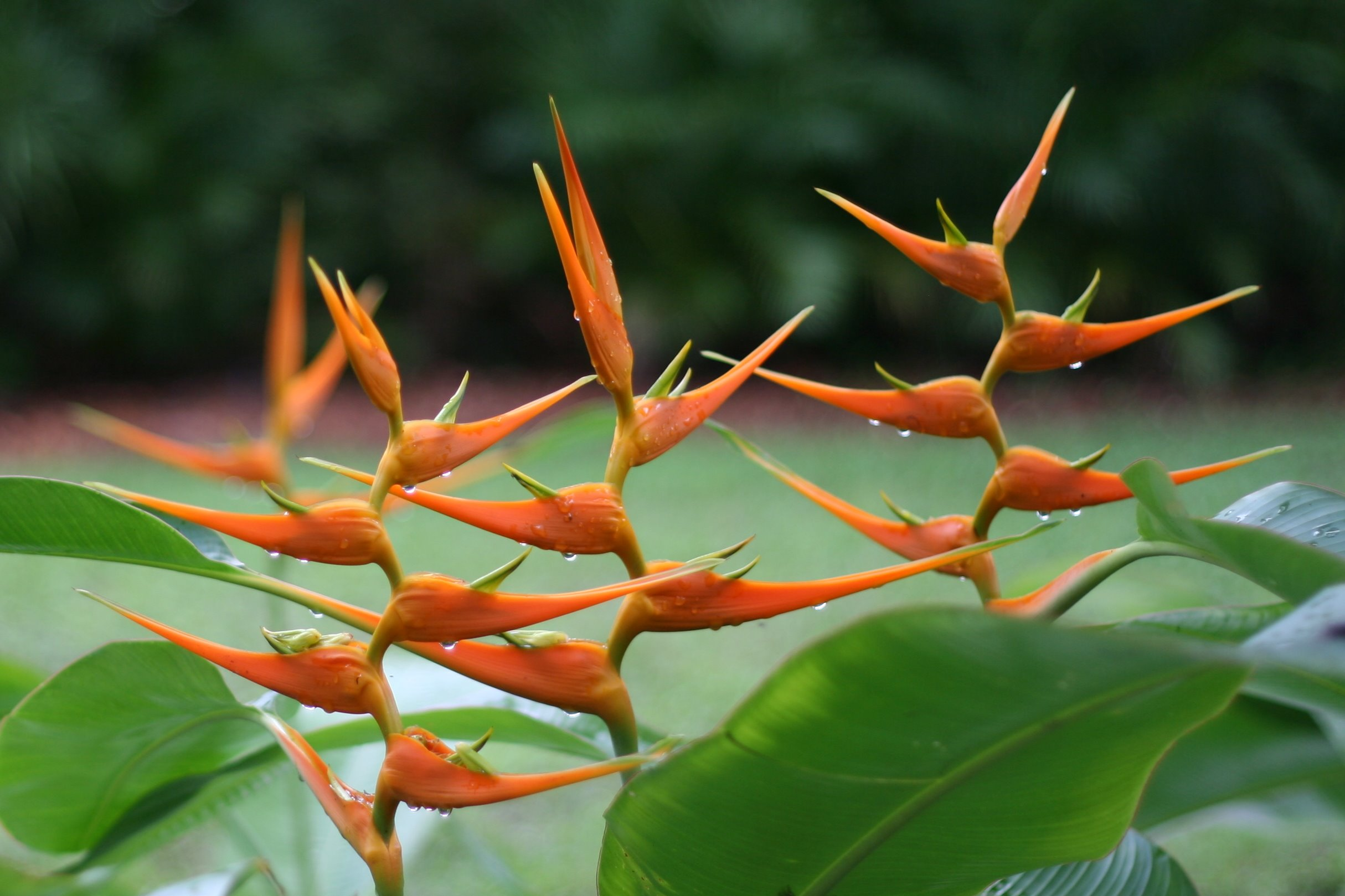
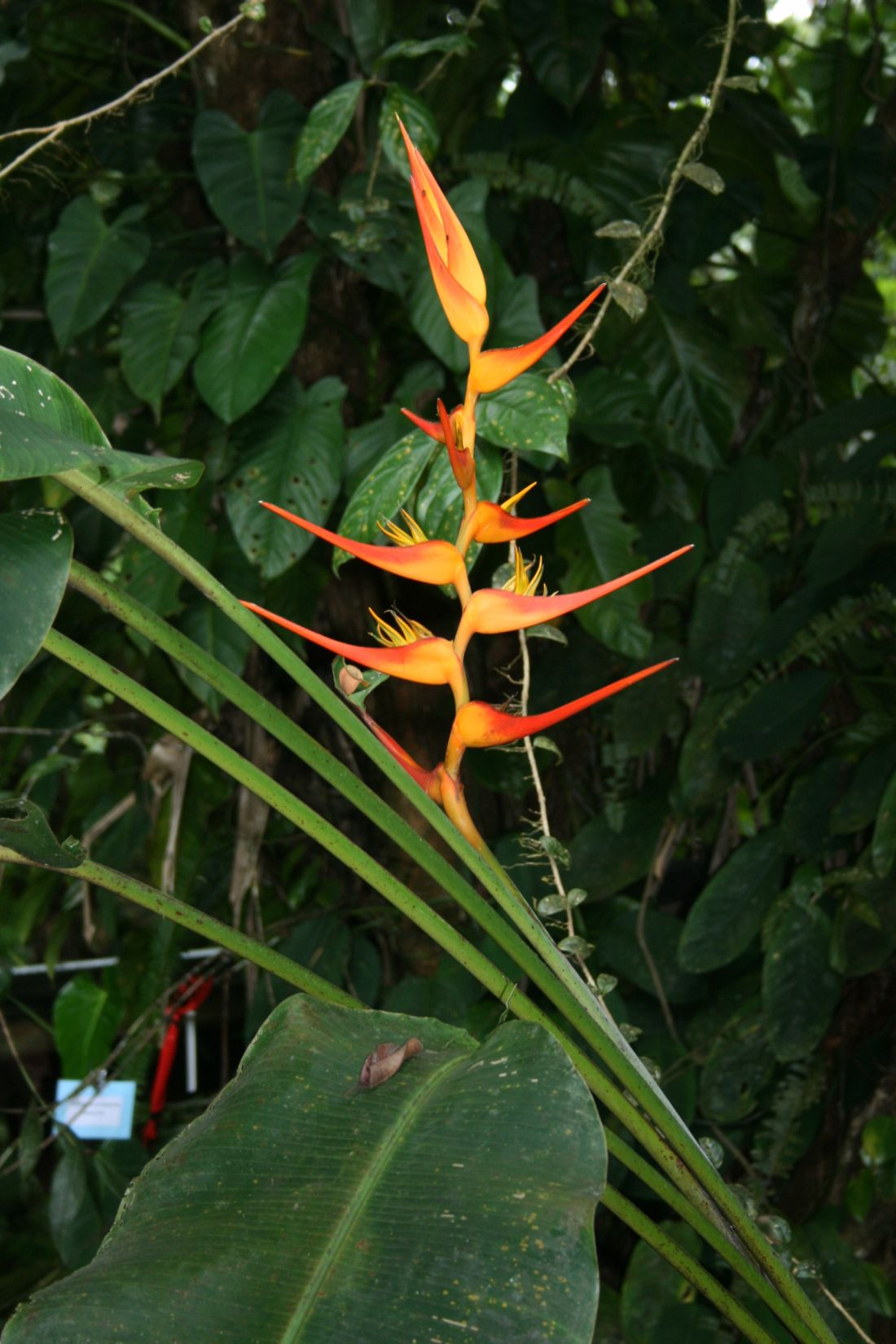
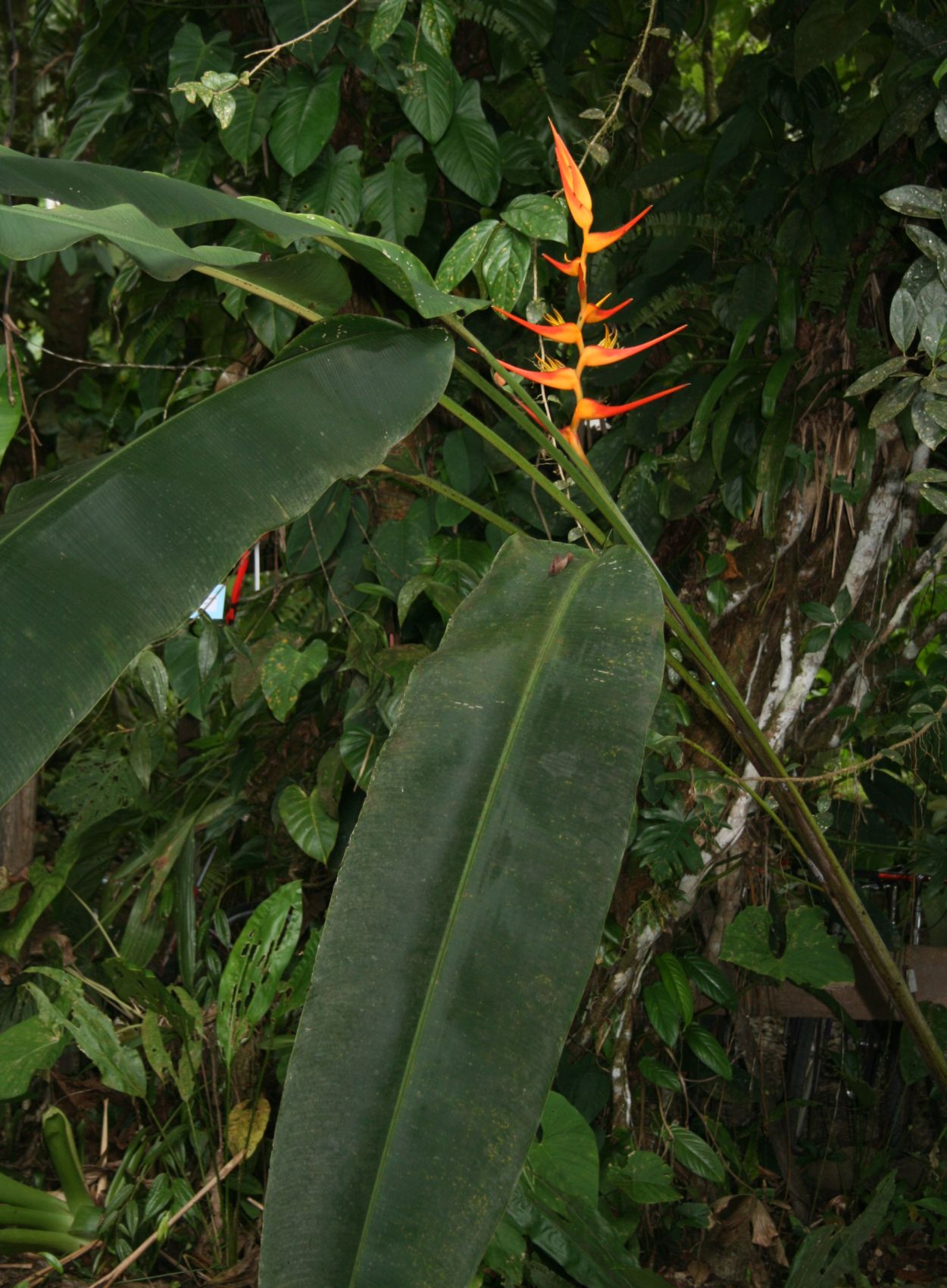